# Rosiny (gromada)
Rosiny (do 31 XII 1961 Płońsko) – dawna gromada, czyli najmniejsza jednostka podziału terytorialnego Polskiej Rzeczypospolitej Ludowej w latach 1954–1972.
Gromady, z gromadzkimi radami narodowymi (GRN) jako organami władzy najniższego stopnia na wsi, funkcjonowały od reformy reorganizującej administrację wiejską przeprowadzonej jesienią 1954 do momentu ich zniesienia z dniem 1 stycznia 1973, tym samym wypierając organizację gminną w latach 1954–1972.
Gromadę Rosiny z siedzibą GRN w Rosinach utworzono 1 stycznia 1962 w powiecie pyrzyckim w woj. szczecińskim w związku z przeniesieniem siedziby gromady Płońsko z Płońska do Rosin i zmianą nazwy jednostki na gromada Rosiny.
Gromadę zniesiono 1 stycznia 1969, a jej obszar włączono do gromad Przelewice (miejscowości Czartowo, Gardziec, Kłodzino, Laskowo, Płońsko, Radlewo, Rosiny i Wołdowo) i Lubiatowo (miejscowość Przywodzie) w tymże powiecie.